# Кольо Николов
Кольо Николов е български писател, инженер и икономист.

## Биография
Кольо Николов е роден на 25 май 1941 г в пловдивското село Крумово. Работи в медии – вестниците „Народна младеж“ и „Студентска трибуна“, БНР и БНТ.
През 1976 г. заедно със съпругата си, актриса, Николов заминава на екскурзия в Италия с ясното намерение да не се завръща в България. Успяват да стигнат до Ню Йорк, където живеят до 1979 г. Кольо Николов не спира да пише. Изпраща и на издателства, но не получава отговори. Пише писма на най-известните американски писатели от онова време – Джеръм Селинджър, Рей Бредбъри, Кърт Вонегът, Джон Чийвър. Получава отговор от Бредбъри, който го съветва да си намери литературен агент и го уверява, че може да разчита на препоръките му. А Кърт Вонегът му пише подробно писмо рецензия и дори прилага чек от сто долара.
По време на гостуване на българска писателска делегация в Ню Йорк, той се запознава с Любомир Левчев и уговаря с него завръщането си в родината без последствия. В България през 80-те години Николов работи в кукления театър в София и издава петте книги, написани в САЩ. След промените в България Кольо Николов се връща отвъд океана. От 1993 г. живее във Вирджиния, а в началото на века се прехвърля в Холивуд, Лос Анджелис. Работи неспециализирана работа – като продавач в дрогерии, като пощальон, като бензинджия. През 2004 г. се принуждава да продаде писмото от Вонегът, за да оцелее. Взима 3000 долара за него. Но е личен приятел с Рей Бредбъри.

## Творчество
Той дебютира през 1966 г. със сборника „Облаци от бяла светлина“, в който разчита на пародийния, привидно само несериозен, подигравателен поглед към особено сериозни теми.
Сред издадените му в България книги са „Влог в швейцарската банка“ (1969), „Слънчеви квадрати по зимния плаж“ (1970), „Страшно красиви, страхотно добри“ (1987), а сред писаните в Америка – „Хотел „Паръдайс“ (1982), „Кой какъв е в Ню Йорк“ (1982), „Кадифе в разбити улици“ (1984), „Вън от Бродуей“ (1986) и „Кейбъл рум“ (1986).

## Произведения

### Сборници с разкази и новели
- Облаци от бяла светлина (1966) (разкази)
- Влог в швейцарската банка (1969) (разкази)
- Слънчеви квадрати по зимния плаж (1970) (разкази)
- Стъклен прах от звезда (1974) (разкази и новели)
- Страшно красиви, страхотно добри (1987) (разкази и новели)
- Любов до полуда (1983) (разкази и новели)
- Кой какъв е в Ню Йорк (1982) (разкази)
- Кадифе в разбити улици (1984) (разкази)
- Вън от Бродуей (1986) (разкази)
- Котаракът на Рей Бредбъри (2021) (разкази)

### Романи
- Алета Златната (1972) (роман за деца)
- Хотел „Паръдайс“ (1982) (роман)
- Кейбъл рум (1986) (роман)